# 그라비티 게임즈
그라비티게임즈(Gravity Games)는 대한민국의 게임 개발사이다. 2003년 바른손인터랙티브(Barunson Interactive Corp.)로서 설립되었으며, 2010년 그라비티에서 지분을 50.8% 인수하여 자회사로 편입되고 현재 사명으로 개명하였다. 그리고 본사와의 업무를 위해 회사를 마포구 상암동 누리꿈스퀘어 R&D타워로 이전하였다.
개발했던 게임 중 하나인 드래고니카는 대한민국에서의 서비스를 종료하였으나, 현재 중국에 아이스 엔터테인먼트를 통해 서비스를 계속하고 있다. 현재 프로젝트 E로 명명한 새로운 게임을 개발하고 있다.

## 제작한 게임
- 드래곤 라자 (2011년 8월 2일 서비스 종료)
- 드래고니카 - 엔씨소프트 (2011년 7월 13일 서비스 종료)
- 프로젝트 E - 개발중